# 984 هـ
984 هـ هي سنة في التقويم الهجري امتدت مقابلةً في التقويم الميلادي بين سنتي 1576 و1577.

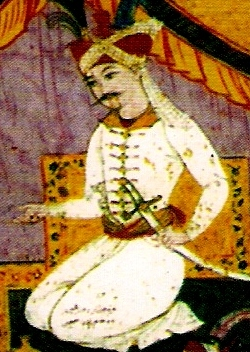
إسماعيل الثاني الصفوي

## وفيات
- أبو البركات الغزي
- إسماعيل الثاني الصفوي
- حسين بن عبد الصمد
- طهماسب الأول
- قاسمي الكنابادي